# Birsel Vardarlı
Birsel Vardarlı o Birsel Vardarlı Demirmen (İzmir, 12 de juliol de 1984) és una jugadora de basquetbol turca. Juga des del 2007 al Fenerbahçe. Va guanyar la medalla d'argent al EuroBasket 2011 i la medalla de bronze a l'EuroBasket 2013 amb la selecció turca de basquetbol femení. Està casada amb Emre Demirmen des del 2014.